# Wilkowo Wielkie
Wilkowo Wielkie [vilˈkɔvɔ ˈvjɛlkʲɛ] (tiếng Đức: Groß Wolfsdorf)  là một ngôi làng ở quận hành chính của Gmina Barciany, thuộc huyện Kętrzyński, Warmińsko-Mazurskie, ở miền bắc Ba Lan, gần biên giới với Kaliningrad của Nga. Nó nằm khoảng 7 kilômét (4 mi)   phía tây Barciany, 17 km (11 mi) phía tây bắc Kętrzyn và 68 km (42 mi) về phía đông bắc của thủ đô khu vực Olsztyn.
Trước năm 1945, khu vực này là một phần của Đức (Đông Phổ).
Làng có dân số 110.